# 2007-es Korea-közi találkozó
A 2007-es Korea-közi találkozó alkalmával a Koreai-félsziget kettéosztása óta másodszor találkozott egymással Észak- és Dél-Korea vezetője. A találkozót 2007. október 2. és 4. között tartotta No Muhjon (Roh Moo-hyun), a Koreai Köztársaság elnöke és Kim Dzsongil (Kim Jŏng-il), a Koreai Népi Demokratikus Köztársaság Nemzetvédelmi Bizottságának elnöke Phenjan (P'yŏngyang)ban.
A dél-koreai elnök észak-koreai látogatása előtt gyalog lépte át a Korea-közi határvonalat, majd gépkocsival a fővárosba utazott. A látogatás utolsó napján a két vezető kiadta a második észak-koreai–dél-koreai nyilatkozatot, az október 4-i Korea-közi egyezményt.